# Старе Село (гміна)
Ґміна Старе Село (пол. Gmina Stare Sioło) — колишня (1934—1939 рр.) сільська ґміна Бібрського повіту Львівського воєводства Польської республіки (1918—1939) рр. Центром ґміни було село Старе Село.

1 серпня 1934 р. було створено ґміну Старе Село в Бібрському повіті. До неї увійшли сільські громади: Будкув, Подманастеж, Старе Село, Шоломия і Водники.